# Henrik Lichtenberg
Henrik Lichtenberg död 1678 i Stockholm, var en tysk skulptör och stuckatör verksam i Sverige 1660-1667. 
Han anlitades av Magnus Gabriel De la Gardie och kom till Sverige 1660. Han gifte sig 1670 med Lucretia Peters.
Lichtenberg var först verksam som gipsskärare vid Jacobsdal och Makalös. Han var anlitad som figurskulptör vid Riddarhuset 1662-1665 där han utförde allegoriska sandstensstatyer på byggnadens tak över de norra frontespiserna. Han inledde 1667 ett arbete på Riddarhusets södra portal som senare färdigställdes av Jean Baptista Dieussart. Vidare utförde Jean Baptista Dieussart dekorativa arbeten vid Jean de la Vallées byggen, till exempel 1667 fick han kontrakt på två blystatyer för Riddarhuspalatsets tak, som föreställde "Amor Dei" och "Amor Patrias". De levererades 1669, och han fick då samtidigt uppdraget att fullborda de av Heinrich Lichtenberg påbörjade portalerna. Vid Riddarhuspalatsets bägge långsidor, ovanpå mittrisaliterna står tre statyer av sandsten. På den norra sidan (mot Norrström) finns en antik krigare med riddarkedja, antagligen en personifiering av Ridderskapet (Ordo equester). Krigaren är omgiven av Prudentia och Herkules med klubba och lejonhud, som representerar hjältemodet (Virtus heroica). Mittrisaliten på södra sidan (mot Riddarhustorget) finns en kvinnofigur som representerar Nobilitas, adeln, och som står mellan en man och kvinna som kan tolkas som det militära och civila studiet. Dessa är liksom relieferna i frontonerna utförda av Henrik Lichtenberg.
Lichtenberg utförde under 1670-talet stuckarbeten vid Karlbergs slott. Vid Karlbergs slott byggdes 1634 ett större stenhus, som utgör kärnan av det nuvarande slottet. Efter riksamiralen Carl Carlsson Gyllenhielms död 1650 stod slottet tomt i nitton år tills rikskanslern Magnus Gabriel De la Gardie köpte det nitton år senare. Karlberg köptes 1669 av De la Gardie, som satte igång med en stor om- och tillbyggnad under ledning av arkitekten Jean de la Vallée. Karlberg har namngivits av riksamiralen Carl Carlsson Gyllenhielm som var kung Gustav II Adolfs halvbror. Det var Gyllenhielm som lät bygga slottet på 1630-talet. Då Karlberg köptes 1668 av kung Karl XI blev det ett kungligt slott. Hans son Karl XII bodde på slottet under sin uppväxt och Fredrik I höll ofta sammanträden med rådet i Rikssalen, som därför kallas för "Stora Rådssalen". 
Efter sin död omnämndes han som den mest betydande tysken i Magnus Gabriel De la Gardies konstnärskrets.

## Bilder

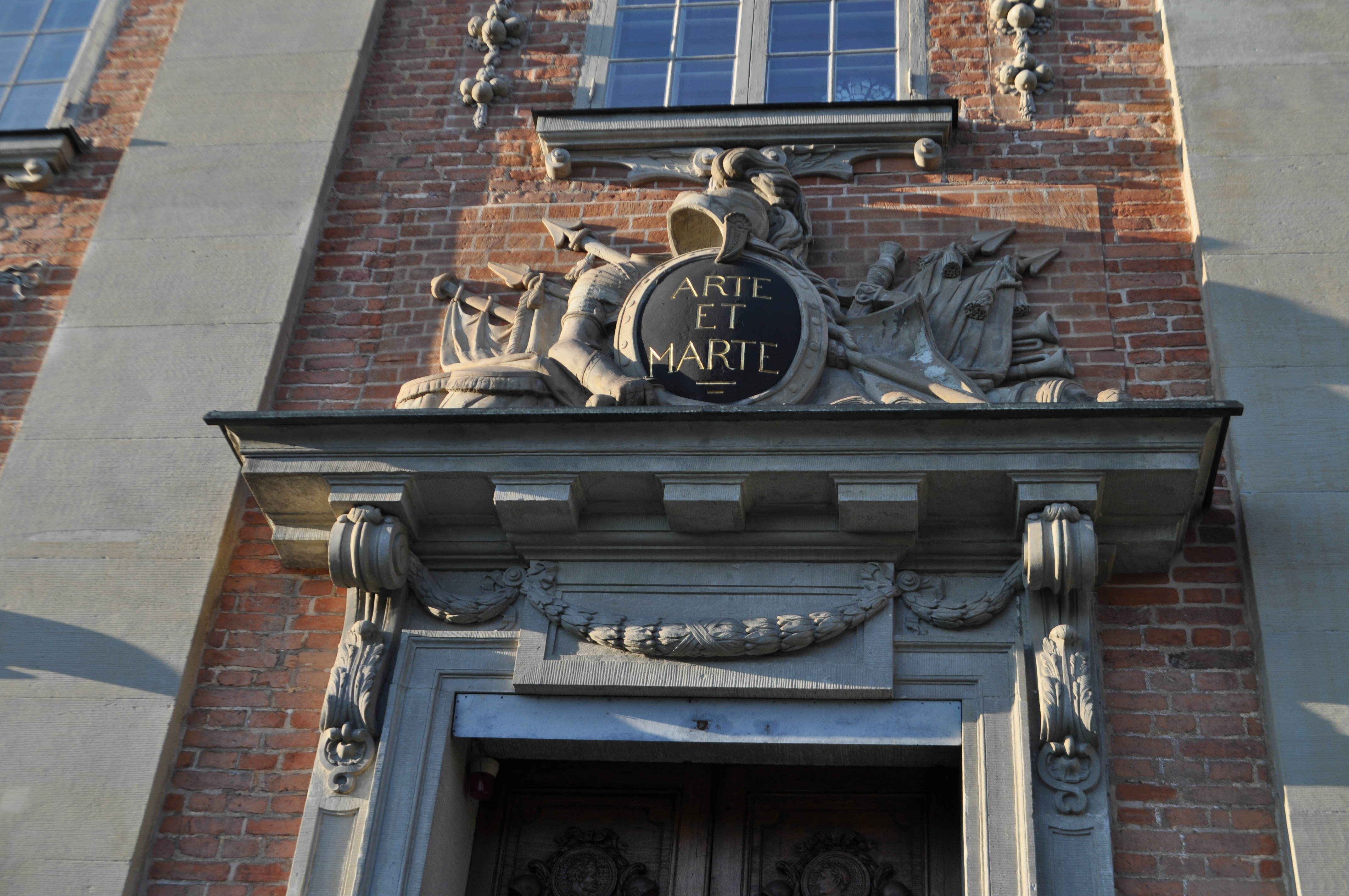
Detalj av Riddarhuspalatsets södra portal.
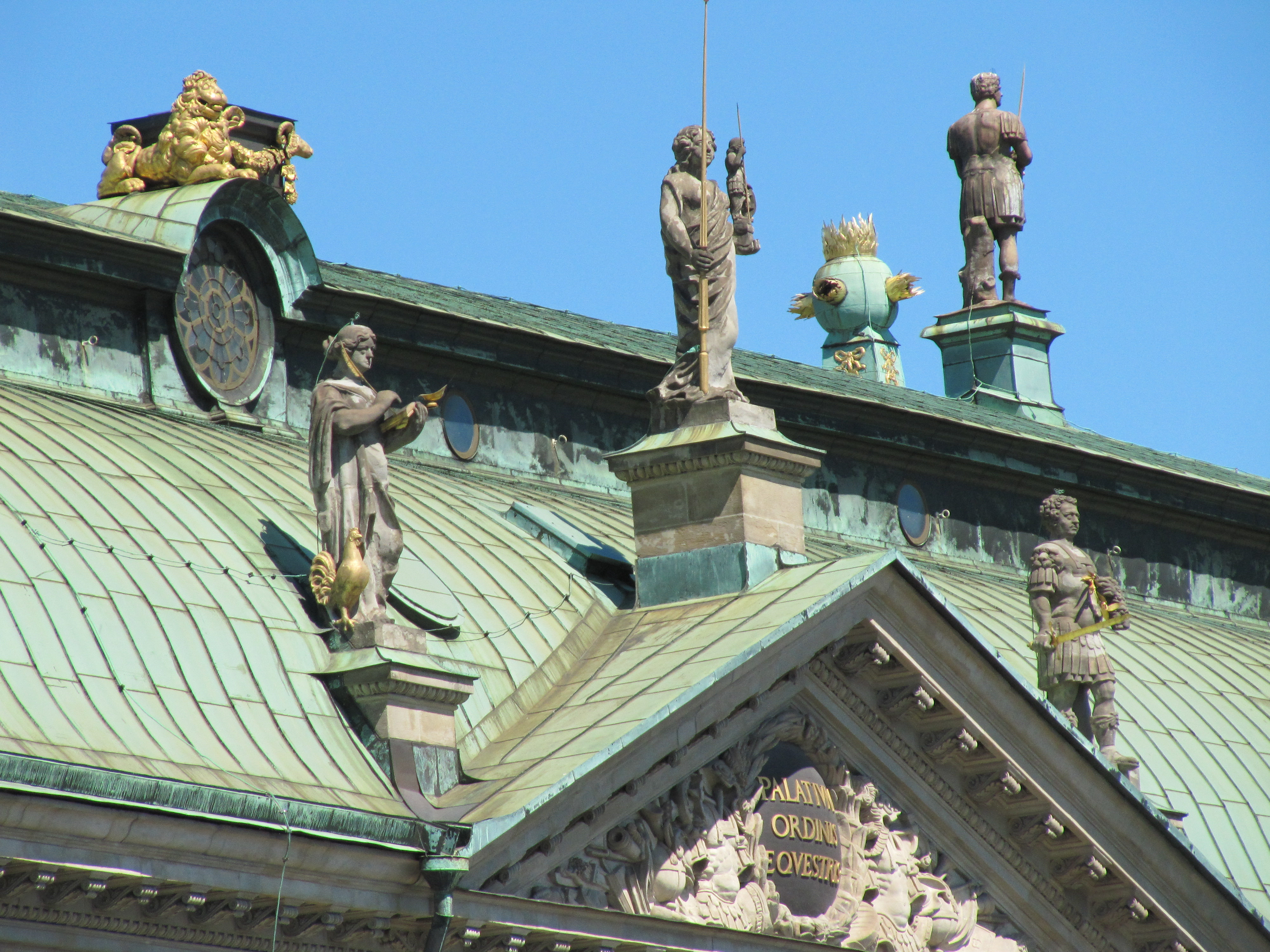
Riddarhuspalatset, Gamla stan, mittrisaliten med tre statyer av sandsten, en antik krigare omgiven av Prudentia och Herkules mot norra sidan mot Norrström av Henrik Lichtenberg.
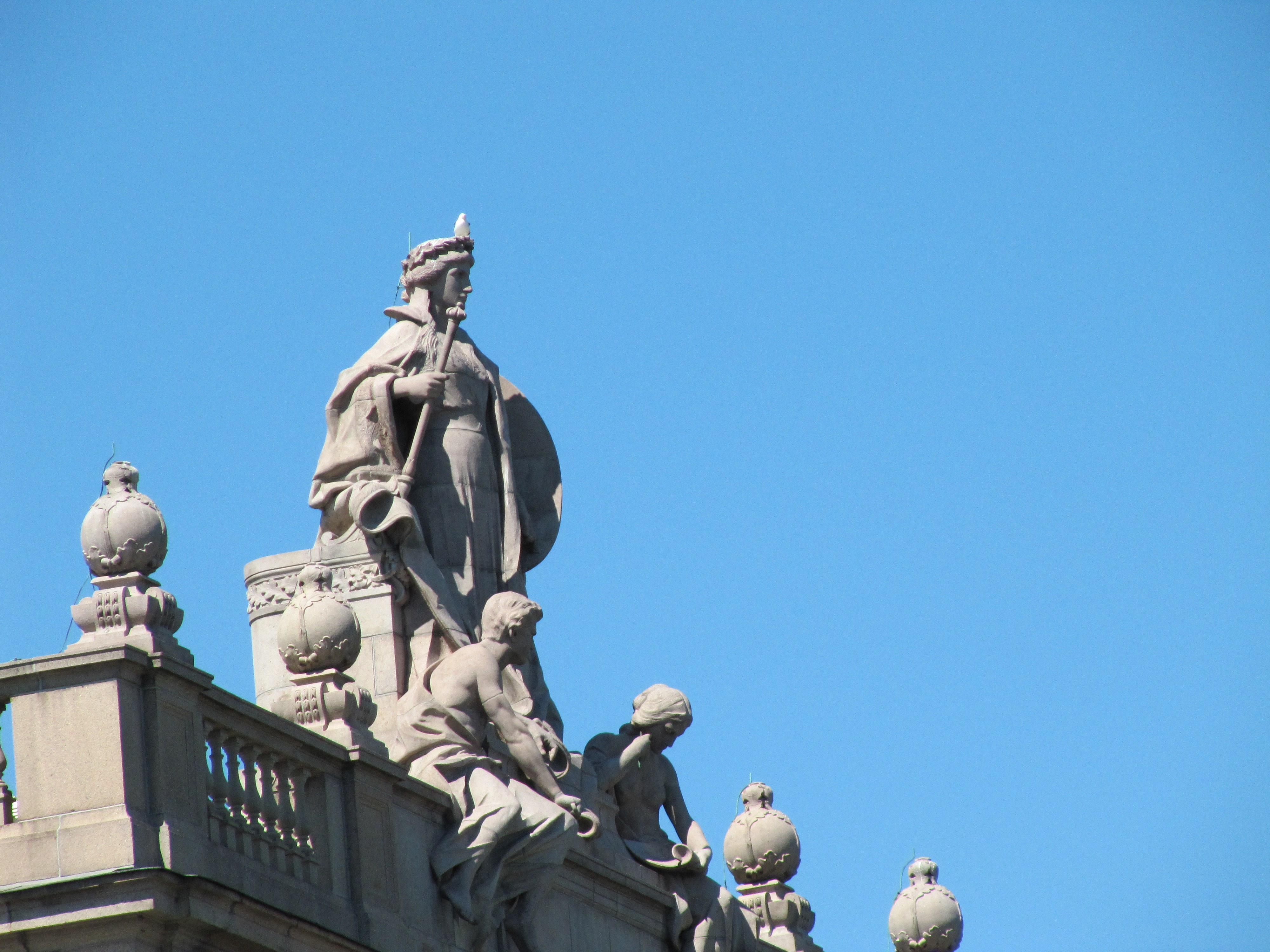
Riddarhuspalatset, Gamla stan, mittrisaliten på södra sidan mot Riddarhustorget, kvinnofiguren som representerar Nobilitas, adeln, av Henrik Lichtenberg.
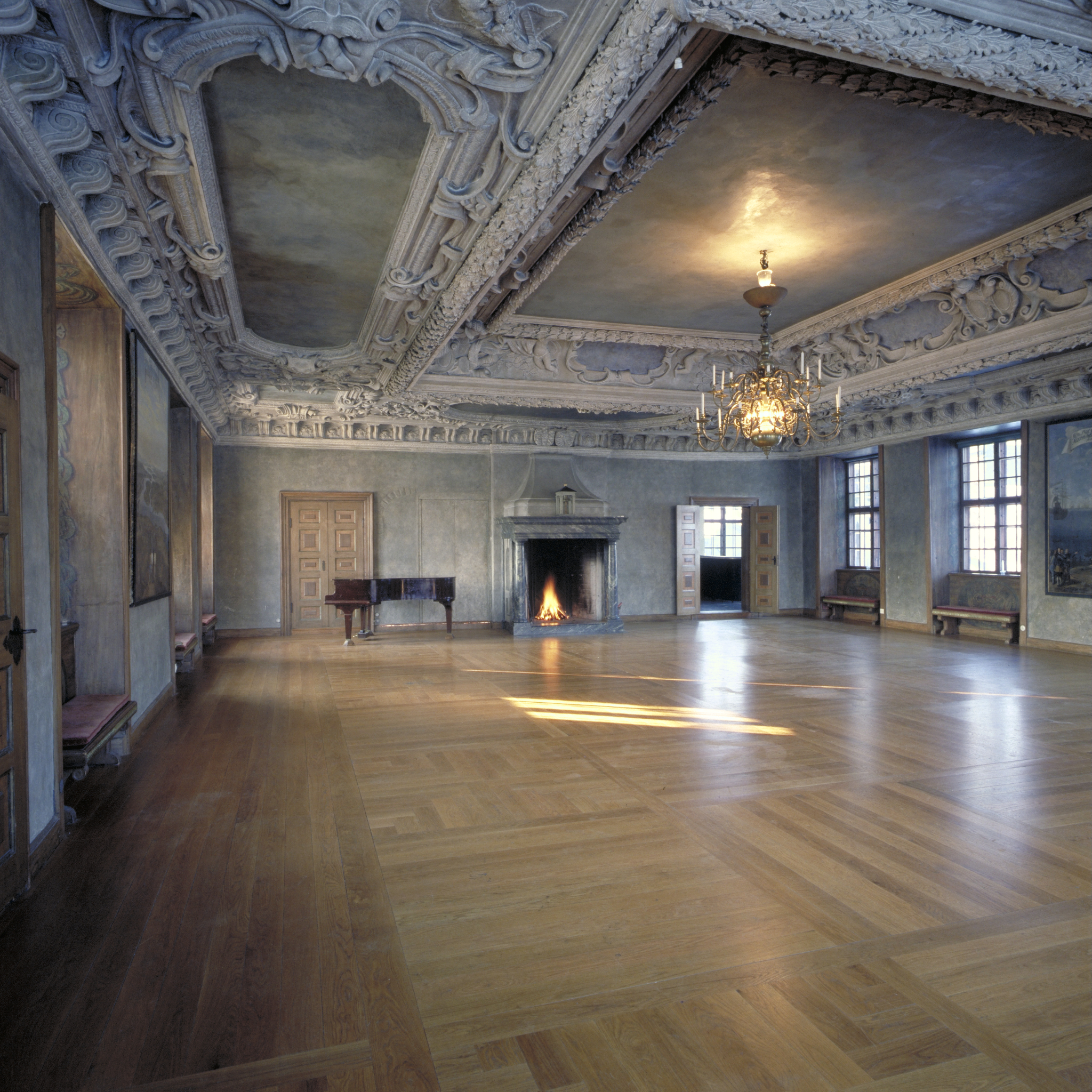
Karlbergs slott, takstuckaturer i Rikssalen, 1 trappa, kallas också för Stora rådssalen".
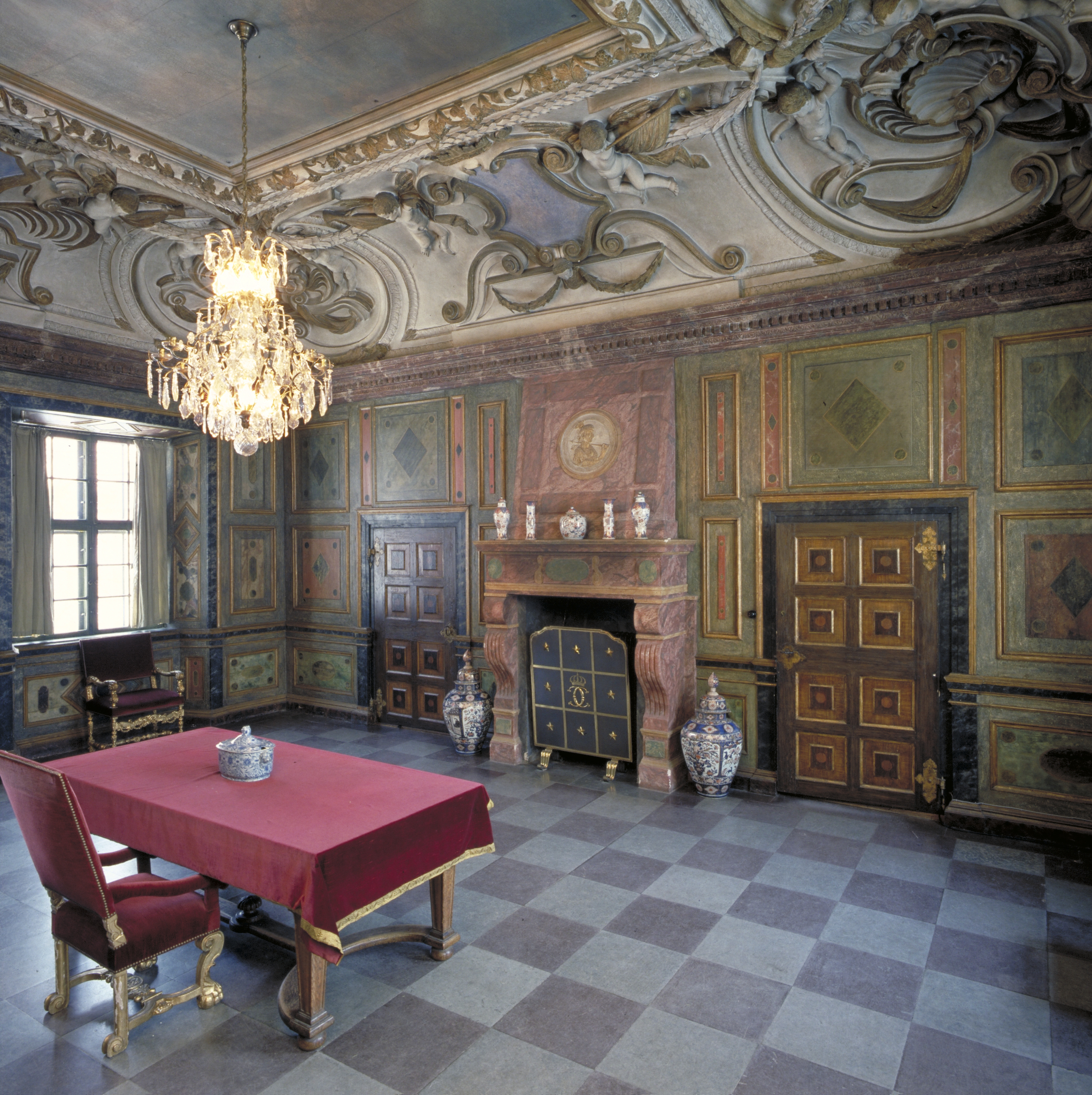
Karlbergs slott, takstuckaturer i modellkammaren mot sydöst.
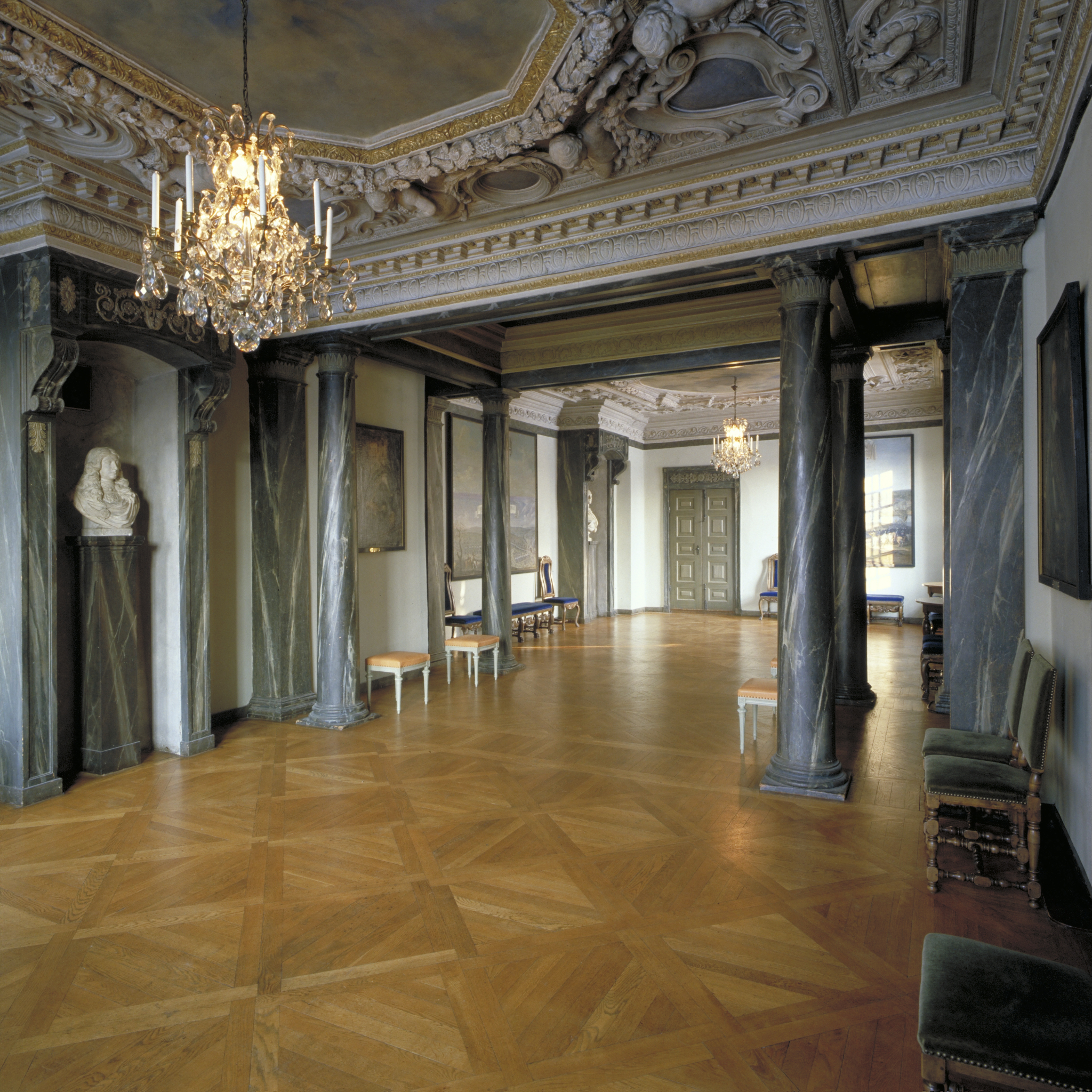
Karlbergs slott, takstuckaturer i Pelarsalen, 1 trappa.
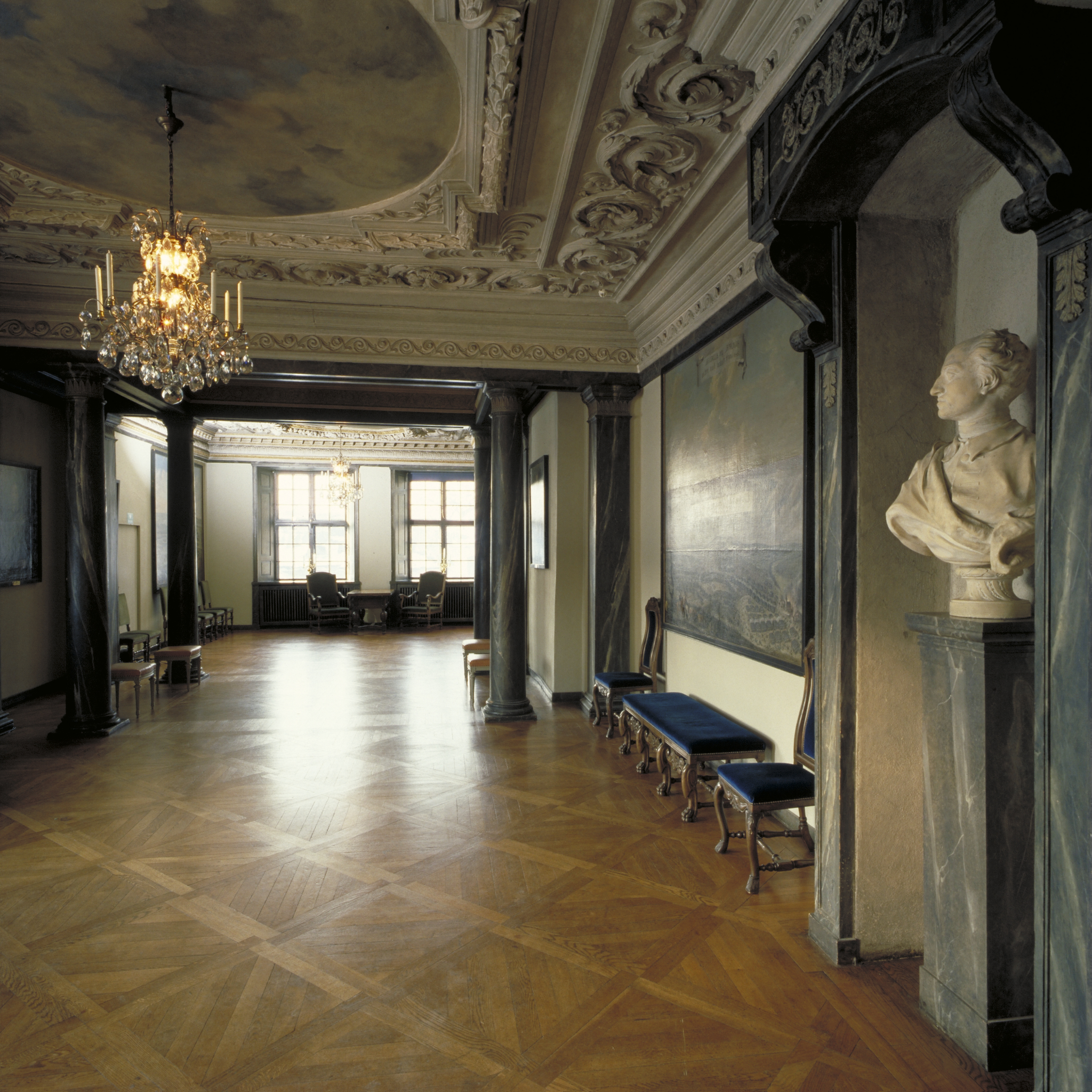
Karlbergs slott, takstuckaturer i Pelarsalen, 1 trappa.